# شلوتهايم
اشلوتهايم (بالألمانية: Schlotheim) هي بلدة ألمانية تقع في ألمانيا في Unstrut-Hainich-Kreis. يقدر عدد سكانها بـ 4,107 نسمة .